# Кэдди, Эйлин
Эйлин Кэдди, кавалер Ордена Британской империи (26 августа 1917 — 13 декабря 2006) была духовным учителем и автором нью-эйдж, наиболее известна как одна из основательниц сообщества Фонда Финдхорн в Экодеревне Финдхорн, недалеко от деревни Финдхорн, Мори-Ферт, на северо-востоке Шотландии. Коммуна, которую она основала в 1962 году со своим вторым мужем, Питером Кэдди, и Дороти Маклин, была ранней идейной общиной Нью-эйдж; по состоянию на январь 2009 года она был домом для более 400 жителей и тысяч посетителей из более чем 40 стран и является одним из крупнейших альтернативных духовных сообществ Великобритании, получившим прозвище «Ватикан Новой Эры».

## Жизнь
Она родилась под именем Эйлин Марион Джессоп в Александрии, Египет, и была второй из четырёх детей Альберта Джессопа, ирландца и директора DCO Barclays Bank; ее мать Мюриэль была англичанкой. В шесть лет её отправили в школу в Ирландии, где она поселилась у тёти, а на каникулы вернулась в Египет. Когда ей было 16 лет, её отец умер в Египте от перитонита, и семья Эйлин вернулась в Англию. Трагедия снова случилась через два года, когда её мать умерла от менингита. После этого Эйлин получила образование в домашнем колледже, а затем купила паб и управляла им на базе Королевских ВВС в Оксфордшире в течение четырёх лет вместе со своим братом.
Вскоре она встретила офицера Королевских ВВС, командира эскадрильи Эндрю Комба, за которого вышла замуж в 1939 году, всего за несколько месяцев до начала Второй мировой войны; впоследствии она поехала с ним в Лондон и Америку, и, наконец, в Ирак, и родила сына и четырёх дочерей. Комб был последователем группы под названием «Моральное перевооружение» (MRA) и настаивал, чтобы его жена следовала традициям группы, которые включали участие в «тихих временах» группы, во время которых они слушали божественное руководство. Хотя в то время она неуверенно относилась к практикам, которые она считала ограничивающими, позже она признала важность своей ранней настройки на «тихие времена» и «слушание внутреннего руководства», считая это важной вехой на своем духовном пути.

## Основание Финдхорна
В 1952 году, когда Комб был отправлен на базу ВВС Хаббанию в Ираке, Комб прочитал статью, написанную командиром эскадрильи Питером Кэдди, который также был направлен на данную базу, встретился с ним и заинтересовался привлечением его в лоно MRA; впоследствии Эйлин была представлена Питеру и его жене Шине Гован, дочери основателей Миссии Веры. Из-за их общих интересов в оккультизме и духовности они сразу же полюбили друг друга. Вскоре Эйлин оказалась в кругу, образовавшемся вокруг Шины Гован.
Брак Питера Кэдди уже был под угрозой. Их подруга Дороти Маклин позже вспоминала, что Шина заявила, что больше не является «второй половинкой» своего мужа, и что вскоре Питер встретит своего «настоящего партнёра».
Эйлин и Питер влюбились друг в друга, и в 1953 году, вернувшись в Англию, она попросила Комба о разводе в письме к нему в Ирак, где он всё ещё находился на службе. Комб немедленно запретил ей видеться с их пятью детьми. Именно тогда травмированная Эйлин вместе с Питером посетила частное святилище в Гластонбери, где она впервые заявила, что во время медитации услышала «голос Бога», который сказал: «Остановись и знай, что я Бог». Сначала она восприняла это как признак нервного срыва, но со временем она начала «любить голос как инструмент от Бога внутри всех нас». Последующие инструкции от «голоса» побудили её взять Шину в свои духовные учителя. Шина переехала на остров Малл в Шотландии, развелась с Питером Кэдди. К осени 1956 года Питер и Эйлин приехали туда, чтобы присоединиться к её зарождающейся группе последователей, вместе с двумя уже общими их детьми. После развода Эйлин вышла замуж за Питера Кэдди в 1957 году, а в 1968 году у них родился ещё один сын.
Тем временем группа Шины быстро набирала популярность, и местные СМИ окрестили её «Безымянными», которые также называли её «женщиной-Мессией». Впоследствии, с 1957 года, Питер и Эйлин Кэдди совместно управляли обветшалым отелем в Шотландии, Cluny Hill Hotel в Форресе, округ Мори, который они, как сообщается, возродили и превратили в четырёхзвездочный отель, следуя практическим указаниям «голоса». В начале 1962 года пара вместе с большей частью персонала была послана руководством возродить ещё одно из своих владений, отель Trossachs, в Пертшире, но когда они умоляли вернуться обратно в Форрес ближе к их «миссии», они были уволены.
После периода безработицы 17 ноября 1962 года Эйлин, её муж Питер, дети и их коллега Дороти Маклин переехали в туристический дом на колёсах в парке трейлеров, в нескольких милях от Форреса и в миле от деревни Финдхорн. Там они начали заниматься органическим садоводством, чтобы пополнить запасы пищи своей семьи. Сад настолько процветал благодаря тому, что, по их утверждениям, было растительным духом и дэвами, что в конечном итоге привлёк внимание всей страны и был показан в радиопрограмме BBC в 1965 году. Среди его сторонников были сэр Джордж Тревельян и леди Ева Бальфур из Ассоциации почвы.
Начиная с 1965 года, вокруг работы и духовных практик Эйлин, Питера Кэдди и Дороти Маклин начало формироваться сообщество, в конечном итоге известное как Фонд Финдхорна. Сообщество было показано в нескольких телевизионных документальных фильмах BBC, начиная с 1969 года, когда в Финдхорне появилась телепрограмма BBC «Живой человек», что привело к значительному повышению осведомлённости общественности. Вскоре это место стало излюбленным местом для тысяч нью-эйджеров со всего мира, и в 1975 году община купила отель Cluny Hill и превратила его в колледж, который находится в семи милях от караван-парка Финдхорн-Бэй, который был куплен в 1983 году. Он был показан в документальном сериале Channel 4 The Haven в 2004 году.
В 1971 году Эйлин, «руководимая» своим внутренним голосом, перестала получать руководство для сообщества и с тех пор оставалась вдохновляющей фигурой в сообществе. Дороти Маклин переехала в Соединённые Штаты Америки в 1973 году, а Питер покинул Финдхорн в 1978 году после того, как влюбился в молодую женщину-члена сообщества; в последующие годы он дважды женился, даже основал сообщество в стиле Финдхорн в Калифорнии, но в конечном итоге погиб в автокатастрофе в 1994 году. Между тем, на протяжении всех 1980-х годов Эйлин путешествовала по миру, выступая на духовных собраниях, а также написала несколько книг, в том числе свой «Сборник ежедневных указаний», «Открывая двери внутрь», который впоследствии был переведён на 30 языков. Среди её работ — «Бог говорил со мной», сборник вдохновляющих посланий, опубликованных в различных форматах с 1966 года, и автобиография под названием «Полёт к свободе и дальше». Наконец, в 1996 году в возрасте 76 лет Эйлин перестала проводить семинары по совету её внутреннего голоса.

## Последние годы
В конце 1960-х годов Эйлин помирилась со своей первой семьёй, а в 1997 году все её восемь детей впервые собрались вместе, чтобы отпраздновать её 80-летие. В 2001 году она была названа одним из 50 самых духовно влиятельных людей в Великобритании в передаче «Список Бога» на канале Channel 4. За заслуги перед духовным поиском Эйлин Кэдди в 2004 году была награждена королевой Великобритании Елизаветой II Орденом Британской империи. Награду вручил лорд-лейтенант Мори, вице-маршал авиации Джордж Чесворт.
Эйлин Кэдди умерла 13 декабря 2006 года в Финдхорне после того, как оставила инструкции, что её смерть «станет поводом для благодарения, а не для траура». Сегодня в оригинальном доме на колёсах Кэдди 1960-х годов находится отдел духовного и личностного развития Фонда Финдхорна, среди деревьев и цветов на территории экодеревни Финдхорн.

## Цитаты
- «Жизнь без высокой цели подобна кораблю без руля»[17].
- «Не торопите ничего. Пусть жизнь будет глубоко освобождена»[18].
- «Не бойтесь двигаться в неизвестность»[18].
- «Всегда ищите ответ внутри. Не поддавайтесь влиянию окружающих, их мыслей или слов»[19].
- «Смотрите на каждую трудность как на вызов, ступеньку и никогда не проиграете никому»[18].